# Primera Calle Suroeste
La 1.ª Calle Suroeste (Primera Calle Suroeste) es una vía urbana del centro histórico de la ciudad de Managua, Nicaragua. Esta calle se extiende de oeste a este dentro del cuadrante suroeste, y es una de las calles que convergen en el punto fundacional de la ciudad.

## Trazado
La calle atraviesa sectores comerciales y administrativos del casco antiguo de Managua. En su tramo más representativo se extiende desde el oeste, en las inmediaciones del Las Brisas, conectando con avenidas como la 35.ª Avenida Suroeste, la 27.ª Avenida Suroeste y la 12.ª Avenida Suroeste, hasta culminar en el punto central histórico, donde se une con la Calle Central y la Avenida Bolívar.

## Intersecciones principales
- 35.ª Avenida Suroeste – Zona residencial y conexión con el barrio Francisco Morazán
- 27.ª Avenida Suroeste – Cruce importante hacia barrios intermedios
- 12.ª Avenida Suroeste – Vía que conecta hacia la Calle Central
- Avenida Bolívar (Managua) – Continuación simbólica hacia el este

## Coordenadas
12°8′20″N 86°16′20″O / 12.13889, -86.27222